# Volvo LV120
Volvo LV120, eller Rundnosen, är en lastbil, tillverkad av den svenska biltillverkaren Volvo mellan 1939 och 1954.

## Historik
”Rundnosen” presenterades hösten 1939, i samband med andra världskrigets utbrott. Bilen fanns från början i tre utföranden. Den minsta LV120-serien hade samma sidventilsmotor som Spetsnosen. Den större LV125-serien och den kraftigaste LV130-serien fick toppventilmotor från företrädaren LV90. Under kriget utrustades många av bilarna med gengasaggregat. 1944 tillkom LV140-serien med den stora FE-motorn.
1946 blev Rundnosen den första Volvo-lastbil som levererades med dieselmotor. LV150-serien hade Volvos förkammardiesel VDA.

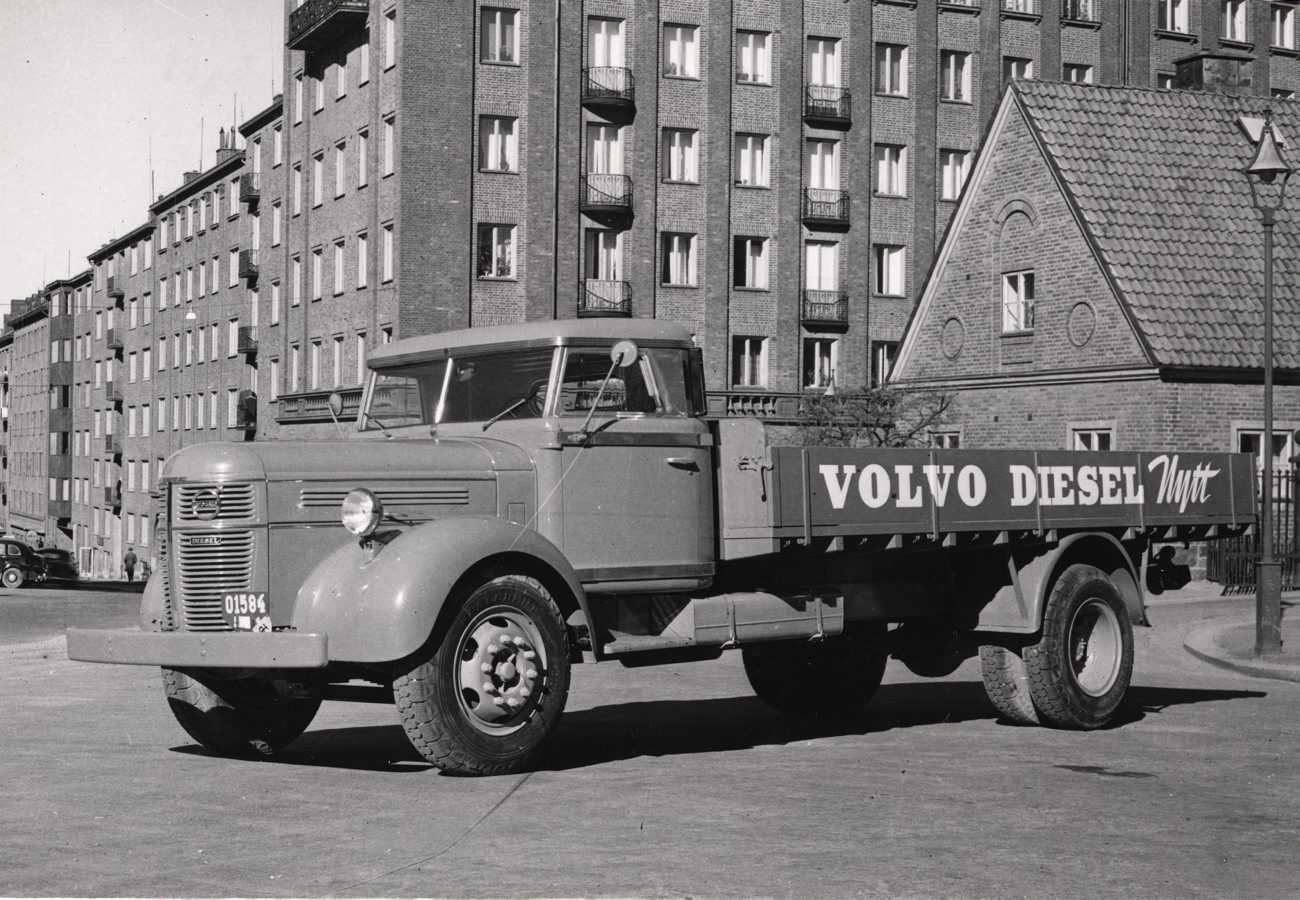
Volvo L245

Runt 1950 uppdaterades alla varianterna. LV120-serien blev L220-serien med den starkare ED-motorn. LV140-serien blev L230-serien med den förbättrade A6-motorn och LV150-serien blev L245-serien med direktinsprutad VDC-diesel.

## Motorer
| Modell    | Årsmodell | Motor                   | Cylindervolym | Effekt | Bränslesystem   |
| --------- | --------- | ----------------------- | ------------- | ------ | --------------- |
| LV120-123 | 1940-49   | EC: 6-cyl radmotor sv   | 3670 cm³      | 86 hk  | Enkel förgasare |
| LV125-138 | 1939-50   | FC: 6-cyl radmotor ohv  | 4394 cm³      | 90 hk  | Enkel förgasare |
| LV125-138 | 1939-45   | FCH: 6-cyl radmotor ohv | 4394 cm³      | 90 hk  | Hesselmanmotor  |
| LV140-148 | 1944-51   | FE: 6-cyl radmotor ohv  | 5652 cm³      | 105 hk | Enkel förgasare |
| LV151-154 | 1946-49   | VDA: 6-cyl radmotor ohv | 6126 cm³      | 95 hk  | Dieselmotor     |
| L221-224  | 1950-54   | ED: 6-cyl radmotor sv   | 3670 cm³      | 90 hk  | Enkel förgasare |
| L231-234  | 1951-54   | A6: 6-cyl radmotor ohv  | 4703 cm³      | 105 hk | Enkel förgasare |
| L246-249  | 1950-53   | VDC: 6-cyl radmotor ohv | 6126 cm³      | 100 hk | Dieselmotor     |